# Dan Ratushny
Daniel Paul Ratushny (né le 29 octobre 1970 à Nepean, dans la province de l'Ontario au Canada) est un joueur professionnel canadien de hockey sur glace.

## Carrière de joueur
Il joue au Big Red de l'Université Cornell lorsqu'il est repêché par les Jets de Winnipeg en 1989. Avant de devenir professionnel, il joue quelques saisons de plus avec le Big Red, en plus de jouer pour l'équipe nationale canadienne. Il participe aussi aux Jeux olympiques d'hiver de 1992 à Albertville en France.
Il se joint alors aux Komets de Fort Wayne dans la Ligue internationale de hockey, mais termine la saison avec les Canucks de Vancouver de la Ligue nationale de hockey, équipe qui l'avait acquis à la date limite des échanges de la LNH des Jets de Winnipeg. Il y joue sa seule partie dans la LNH le 15 avril 1993. Aux cours des saisons suivantes, il joue pour quelques équipes dans la LIH et dans la Ligue américaine de hockey.
Sa carrière nord-américaine se termine lors de la saison 1999-2000, alors qu'il se joint au Seibu-Tetsudo de Tokyo au Japon. Après son séjour, il se joint au HPK Hämeenlinna dans la SM-liiga. Au cours de cette saison, il représente le Canada lors de la Coupe Spengler. Après une saison en Angleterre il prend sa retraite au terme de la saison 2002-2003.
Il revient pour une saison en 2005-2006 en Suède avec le IK Pantern.

## Statistiques

### En club
| Saison    | Équipe                          | Ligue              |    | Saison régulière | Saison régulière | Saison régulière | Saison régulière | Saison régulière |   | Séries éliminatoires | Séries éliminatoires | Séries éliminatoires | Séries éliminatoires | Séries éliminatoires |
| Saison    | Équipe                          | Ligue              | PJ | B                | A                | Pts              | Pun              | PJ               | B | A                    | Pts                  | Pun                  |                      |                      |
| 1987-1988 | Raiders de Nepean               | CJHL               | 54 | 8                | 20               | 28               | 116              | -                | - | -                    | -                    | -                    |                      |                      |
| 1988-1989 | Big Red de l'Université Cornell | NCAA               | 28 | 2                | 13               | 15               | 50               | -                | - | -                    | -                    | -                    |                      |                      |
| 1989-1990 | Big Red de l'Université Cornell | NCAA               | 26 | 5                | 14               | 19               | 54               | -                | - | -                    | -                    | -                    |                      |                      |
| 1990-1991 | Big Red de l'Université Cornell | NCAA               | 26 | 7                | 24               | 31               | 52               | -                | - | -                    | -                    | -                    |                      |                      |
| 1991-1992 | HC Olten                        | LNA                | 2  | 0                | 0                | 0                | 0                | -                | - | -                    | -                    | -                    |                      |                      |
| 1992-1993 | Komets de Fort Wayne            | LIH                | 63 | 6                | 19               | 25               | 48               | -                | - | -                    | -                    | -                    |                      |                      |
| 1992-1993 | Canucks de Vancouver            | LNH                | 1  | 0                | 1                | 1                | 2                | -                | - | -                    | -                    | -                    |                      |                      |
| 1993-1994 | Canucks de Hamilton             | LAH                | 62 | 8                | 31               | 39               | 22               | 4                | 0 | 0                    | 0                    | 4                    |                      |                      |
| 1994-1995 | Komets de Fort Wayne            | LIH                | 72 | 3                | 25               | 28               | 46               | 4                | 0 | 1                    | 1                    | 8                    |                      |                      |
| 1995-1996 | Monarchs de la Caroline         | LAH                | 23 | 5                | 10               | 15               | 28               | -                | - | -                    | -                    | -                    |                      |                      |
| 1995-1996 | Rivermen de Peoria              | LIH                | 45 | 7                | 15               | 22               | 45               | 12               | 3 | 4                    | 7                    | 10                   |                      |                      |
| 1996-1997 | Rafales de Québec               | LIH                | 50 | 14               | 23               | 37               | 34               | -                | - | -                    | -                    | -                    |                      |                      |
| 1997-1998 | Rafales de Québec               | LIH                | 20 | 3                | 9                | 12               | 22               | -                | - | -                    | -                    | -                    |                      |                      |
| 1997-1998 | River Rats d'Albany             | LAH                | 39 | 8                | 5                | 13               | 10               | 9                | 0 | 3                    | 3                    | 8                    |                      |                      |
| 1998-1999 | Blades de Kansas City           | LIH                | 70 | 9                | 32               | 41               | 38               | 3                | 0 | 0                    | 0                    | 4                    |                      |                      |
| 1999-2000 | Seibu-Tetsudo de Tokyo          | Japon              | 27 | 2                | 11               | 13               | -                | -                | - | -                    | -                    | -                    |                      |                      |
| 2000-2001 | HPK Hämeenlinna                 | SM-liiga           | 42 | 4                | 6                | 10               | 62               | -                | - | -                    | -                    | -                    |                      |                      |
| 2002-2003 | Scottish Eagles de Ayr          | Challenge Cup (en) | 5  | 1                | 0                | 1                | 6                | -                | - | -                    | -                    | -                    |                      |                      |
| 2002-2003 | Dundee Stars                    | IHSL               | 19 | 8                | 23               | 31               | 12               | 5                | 0 | 1                    | 1                    | 2                    |                      |                      |
| 2002-2003 | Dundee Stars                    | BNL                | 4  | 0                | 1                | 1                | 2                | -                | - | -                    | -                    | -                    |                      |                      |
| 2005-2006 | IK Pantern                      | Division 1         | 29 | 6                | 18               | 24               | 36               | -                | - | -                    | -                    | -                    |                      |                      |

### En équipe nationale
| Année | Équipe | Compétition                 |   | PJ | B | A | Pts | Pun                                |  | Résultats |
| 1990  | Canada | Championnat du monde junior | 7 | 2  | 2 | 4 | 4   | Médaille d'or, monde               |  |           |
| 1992  | Canada | Jeux olympiques             | 8 | 0  | 0 | 0 | 4   | Médaille d'argent, Jeux olympiques |  |           |

### Équipe d'étoiles
- 1990 et 1991 : nommé dans la 1re équipe d'étoiles de l'Eastern College Athletic Conference.

### Transactions en carrière
- 22 mars 1993 : échangé aux Canucks de Vancouver par les Jets de Winnipeg en retour du choix de 9e tour de Vancouver (Harijs Vītoliņš) lors du repêchage d'entrée dans la LNH en 1993.